# Жана-Куат
Жана́-Куа́т (каз. Жаңа Қуат) — село у складі Талгарського району Алматинської області Казахстану. Входить до складу Гульдалинського сільського округу.
Село було утворене 2018 року.
Населення — 908 осіб (2021).